# Lijst van voetbalinterlands Rusland - Uruguay
Deze lijst van voetbalinterlands is een overzicht van alle officiële voetbalwedstrijden tussen de nationale teams van Rusland en Uruguay. De landen speelden tot op heden twee keer tegen elkaar. De eerste ontmoeting, een vriendschappelijke wedstrijd, werd gespeeld in Moskou op 25 mei 2012. Het laatste duel, een groepswedstrijd tijdens het Wereldkampioenschap voetbal 2018, vond plaats op 25 juni 2018 in Samara.

## Wedstrijden
| № | Plaats | Datum        | Competitie        | Wedstrijd         | Uitslag |
| - | ------ | ------------ | ----------------- | ----------------- | ------- |
| 1 | Moskou | 25 mei 2012  | Vriendschappelijk | Rusland – Uruguay | 1 – 1   |
| 2 | Samara | 25 juni 2018 | WK 2018           | Uruguay – Rusland | 3 – 0   |

## Samenvatting
| Competitie        | Totaal gespeeld | Winst Rusland | Gelijk | Winst Uruguay | Doelsaldo Rusland – Uruguay |
| ----------------- | --------------- | ------------- | ------ | ------------- | --------------------------- |
| WK-eindronde      | 1               | 0             | 0      | 1             | 0 − 3                       |
| Vriendschappelijk | 1               | 0             | 1      | 0             | 1 − 1                       |
| Totaal            | 2               | 0             | 1      | 1             | 1 − 4                       |

## Details

### Eerste ontmoeting
| Vriendschappelijk (Moskou, Rusland, 25 mei 2012 ): |              | |
| Rusland | 1 – 1        | Uruguay |
| Aleksandr Kerzjakov 49' | goals        | 48' Luis Suárez |
| Dick Advocaat | bondscoach   | Oscar Tabárez |
| Vjatsjeslav Malafejev Aleksandr Anjoekov Aleksej Berezoetski 46' Sergej Ignasjevitsj Joeri Zjirkov 69' Roman Sjirokov Igor Denisov Konstantin Zyrjanov 77' Marat Izmaylov 77' Pavel Pogrebnjak 46' Andrej Arsjavin | opstellingen | Fernando Muslera Diego Lugano Maximiliano Pereira Martín Cáceres Diego Godín 78' Álvaro Pereira 78' Diego Pérez Egidio Arévalo Luis Suárez Diego Forlán Edinson Cavani |
| Roman Sjaronov 46' Aleksandr Kerzjakov 46' Dmitri Kombarov 69' Denis Gloesjakov 77' Aleksandr Kokorin 77' | wissels      | 78' Gastón Ramírez 78' Walter Gargano |
| | gele kaarten | 50' Martín Cáceres |